# Vittorio Eckard Klostermann

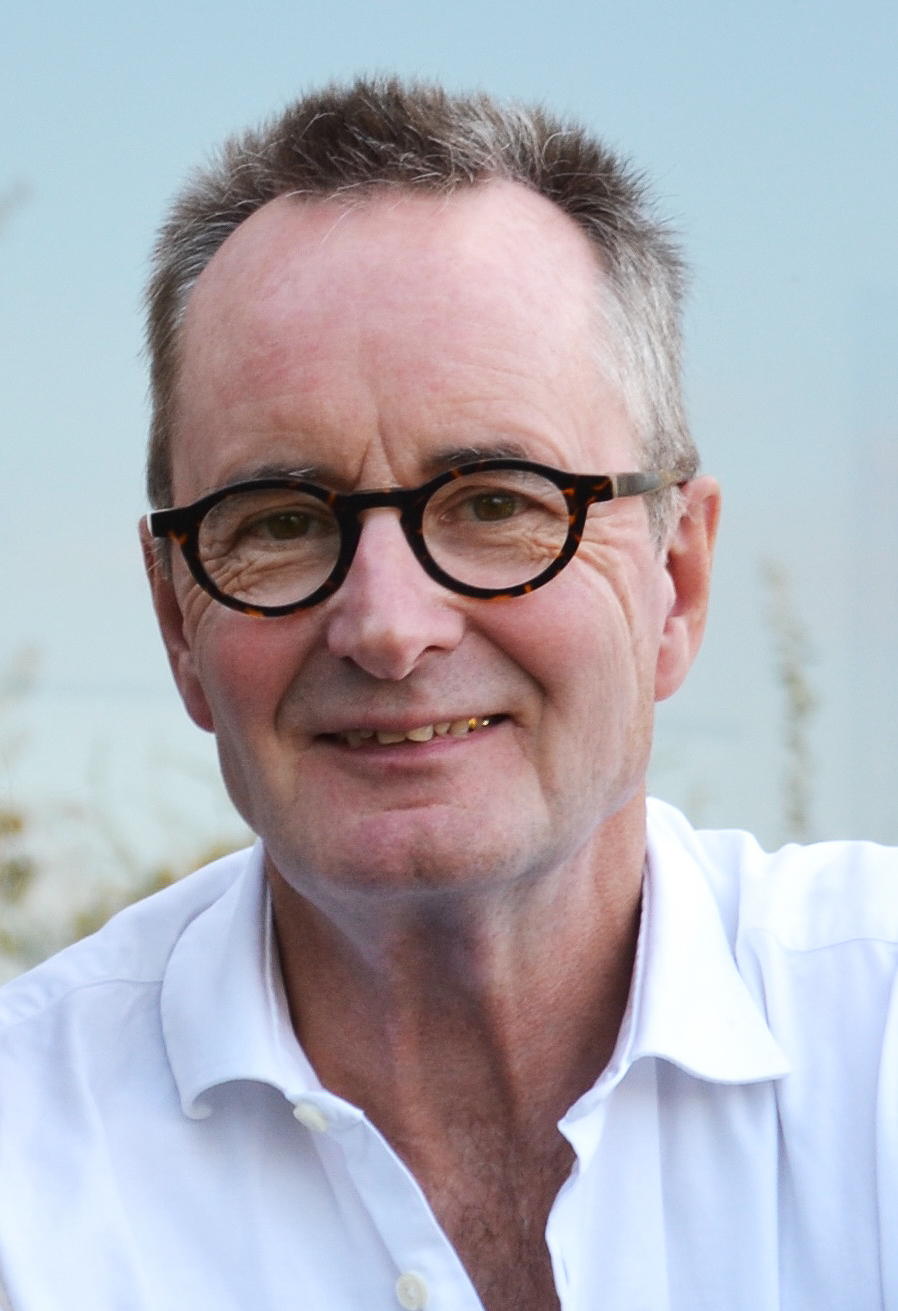
Vittorio E. Klostermann (2019)

Vittorio Eckard Klostermann (* 13. Februar 1950 in Kronberg im Taunus) ist ein deutscher Verleger.

## Leben
Vittorio E. Klostermann ist der zweitälteste Sohn des Verlegers Vittorio J. Klostermann (1901–1977) und der Schauspielerin Helene Pauline Klostermann, geborene Gries (1918–2003). Nach dem Abitur am Kaiserin-Friedrich-Gymnasium in Bad Homburg war er Kollegiat am Leibniz Kolleg in Tübingen. Er studierte Philosophie an der Universität Tübingen. Erste praktische Berufserfahrungen sammelte er in einer Würzburger Druckerei, der Buchhandlung Eschenburg in Kiel sowie der European Book Company in San Francisco.
Im Jahr 1970 trat er in den 1930 von seinem Vater gegründeten Verlag Vittorio Klostermann ein, zunächst als dessen Assistent. Später war er verantwortlich für Werbung, Übersetzungsrechte und das Lektorat der Philosophie. Im Jahr 1976 wurde er zusammen mit seinem älteren Bruder Michael Klostermann geschäftsführender Gesellschafter. Nach dem Tod des Vaters 1977 übernahmen die Brüder den Verlag. Klostermann ist seit dem Tod des Bruders im Jahr 1992 alleiniger Verleger und Geschäftsführer.
Klostermann strukturierte den Verlag um, baute gewachsene Hierarchien ab und gab Mitarbeitern mehr Verantwortung. Er straffte das Programm des Verlags und konzentrierte es auf die Kerngebiete Philosophie, Rechtsphilosophie und Rechtsgeschichte, Literaturwissenschaft (mit Schwerpunkt Thomas Mann), Bibliographie und Bibliothekswesen. Die Publikation der Schwarzen Hefte in der Gesamtausgabe Martin Heideggers ab 2014 hat die Diskussion um dessen Position während der NS-Zeit neu entfacht. Die Vorstellung der ersten Bände in der Deutschen Nationalbibliothek durch Jürgen Kaube und den Herausgeber Peter Trawny nutzte Klostermann für einen kritischen Blick auf die Geschichte der Ausgabe.
Mit Michael Nedo verständigte sich Klostermann, die bis 2000 bei Springer Wien erschienene Wiener Ausgabe der Schriften Ludwig Wittgensteins nach einer Unterbrechung von 19 Jahren fortzuführen. Im März 2019 kam als erstes der Teilband 8,2 heraus.
1989 gründete Klostermann gemeinsam mit KD Wolff den Literaturhaus Frankfurt e.V. als Trägerverein für das (nach Berlin und Hamburg) dritte Literaturhaus in Deutschland. Er war Mitglied des Vorstands der Deutschen Gesellschaft für Philosophie (1985–1991), im Vorstand des Börsenvereins des deutschen Buchhandels (1998–2001) und Vorsitzender der Arbeitsgemeinschaft wissenschaftlicher Verleger (2008–2010). Außerdem war er Vorstandsmitglied der Kurt Wolff Stiftung (2000–2002) und ist Mitglied im Verwaltungsrat der Deutschen Nationalbibliothek (seit 1999).
Die mit der sogenannten „dritten Medienrevolution“ einhergehende Beschränkung der Urheberrechte sowie der daraus abgeleiteten Verlagsrechte kommentierte Vittorio E. Klostermann in kritischen Beiträgen im Börsenblatt für den deutschen Buchhandel und in Tageszeitungen. Zusammen mit dem Heidelberger Germanisten Roland Reuß initiierte er im Jahr 2009 den Heidelberger Appell „Für Publikationsfreiheit und die Wahrung der Urheberrechte“: Der Appell fand zahlreiche Unterzeichner, aber auch energischen Widerspruch. Auf Initiative von Roland Reuß und Volker Rieble und unter der Schirmherrschaft der Frankfurter Allgemeinen Zeitung veranstaltete Klostermann eine Tagung zum Thema „Autorschaft als Werkherrschaft in digitaler Zeit“. Unter dem Titel „Es brennt“ kommentierte Klostermann im Januar 2017 im Börsenblatt den Referentenentwurf zum Urheberrecht als Bedrohung für die Verlage.
Klostermann ist in zweiter Ehe mit Karin Kraus verheiratet, ihre gemeinsame Tochter wurde 1999 geboren.

## Veröffentlichungen
- Verlegen im Netz. Zur Diskussion um die Zukunft des wissenschaftlichen Buches, Verlag Vittorio Klostermann, Frankfurt am Main, 1997, ISBN 978-3-465-02938-0
- Text und Hypertext. Das Buch in der Konkurrenz mit den Online-Medien, in: Uwe Jochum, Gerhard Wagner (Hg.): Am Ende – das Buch,  Universitätsverlag Konstanz, 1998, ISBN 3-87940-642-1
- Eine kleine Rede für meinen Freund, in: Doris Kern, Michel Leiner (Hg.): Stardust. Post für die Werkstatt. KD Wolff zum Sechzigsten, Stroemfeld/Roter Stern, Frankfurt am Main, 2003, ISBN 3-87877-960-7
- Der Leser als Autor. Eine Fußnote zu Robert Darnton, in: Barbara Schneider-Kempf, Klaus G. Saur, Peter Klaus Schuster (Hg.): Wissenschaft und Kultur in Bibliotheken, Museen und Archiven. Klaus-Dieter Lehmann zum 65. Geburtstag, K.G. Saur Verlag, München, 2005, ISBN 978-3-598-11729-9
- Nil nimis – Das Maß finden, in: Klaus Ceynowa, Martin Hermann (Hg.): Bibliotheken: Innovation aus Tradition. Rolf Griebel zum 65. Geburtstag, de Gruyter, Berlin/Boston, 2014, ISBN 978-3-11-031041-2.